# Malcolm Campbell (1885-1948)

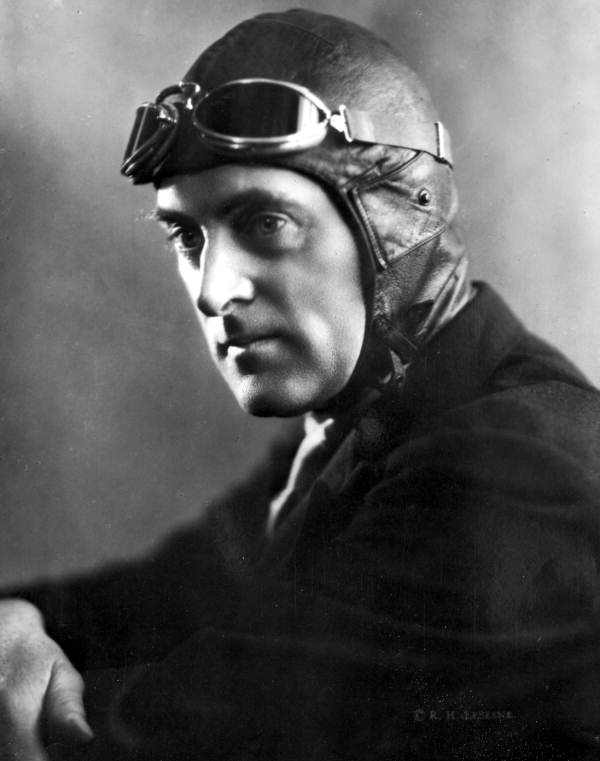
Sir Malcolm Campbell

Malcolm Campbell (Chislehurst, 11 maart 1885 - Reigate, 31 december 1948) was een Brits motorcoureur en journalist. In de jaren twintig en dertig behaalde hij verschillende keren het wereldsnelheidsrecord op land. Hiervoor gebruikte hij voertuigen die hij steevast Blue Bird noemde. Hij ontleende die naam aan een toneelstuk L'Oiseau Bleu van Maurice Maeterlinck dat hij gezien had. Ook in motorbootraces vestigde hij snelheidsrecords. Zijn zoon Donald Campbell was op hetzelfde terrein actief en noemde zijn auto's eveneens Bluebird.

## Levensloop

### Carrière
Campbell werd geboren als enige kind van de diamantverkoper William Campbell. Hij studeerde aan de onafhankelijke Uppingham School. Hij bekwaamde zich Duitsland in de diamantenhandel, maar interesseerde zich tegelijkertijd steeds meer voor motorrijtuigen en motorraces. Na zijn terugkeer naar Engeland werkte hij twee jaar bij Lloyd's of London. Eerst werkte hij hier zonder salaris te ontvangen, later verdiende hij één pond per week. In de periode van 1906-1908 won hij drie keer de London to Lakes End Trials, een race voor motorfietsen. In 1910 begon hij met races op het Brooklands-circuit. Na het zien van het theaterstuk L'Oiseau Bleu (De blauwe vogel) van Maurice Maeterlinck noemde hij zijn auto Blue Bird en verfde deze blauw. Hij trouwde in 1913 met Marjorie D. Knott, maar scheidde twee jaar later. Tijdens de Eerste Wereldoorlog diende hij in het Queen's Own Royal West Kent Regiment en in de Royal Air Force. Hij hertrouwde in 1920 in Westminster met Dorothy Evelyn Whittall. Hun zoon Donald werd één jaar later geboren. In 1923 kregen ze een dochter, Jean. Campbell werd in 1931 tot ridder geslagen. In 1940 scheidden Whittall en Campbell. In 1945 trouwde hij voor de derde keer, met Betty Nicory.
Campbell deed in de jaren twintig mee aan grand-prixwedstrijden. Hij won in 1927 en 1928 de Grand Prix de Boulogne in Frankrijk. Aan deze races deed hij mee met een Bugatti T37A.

### Wereldsnelheidsrecord op land

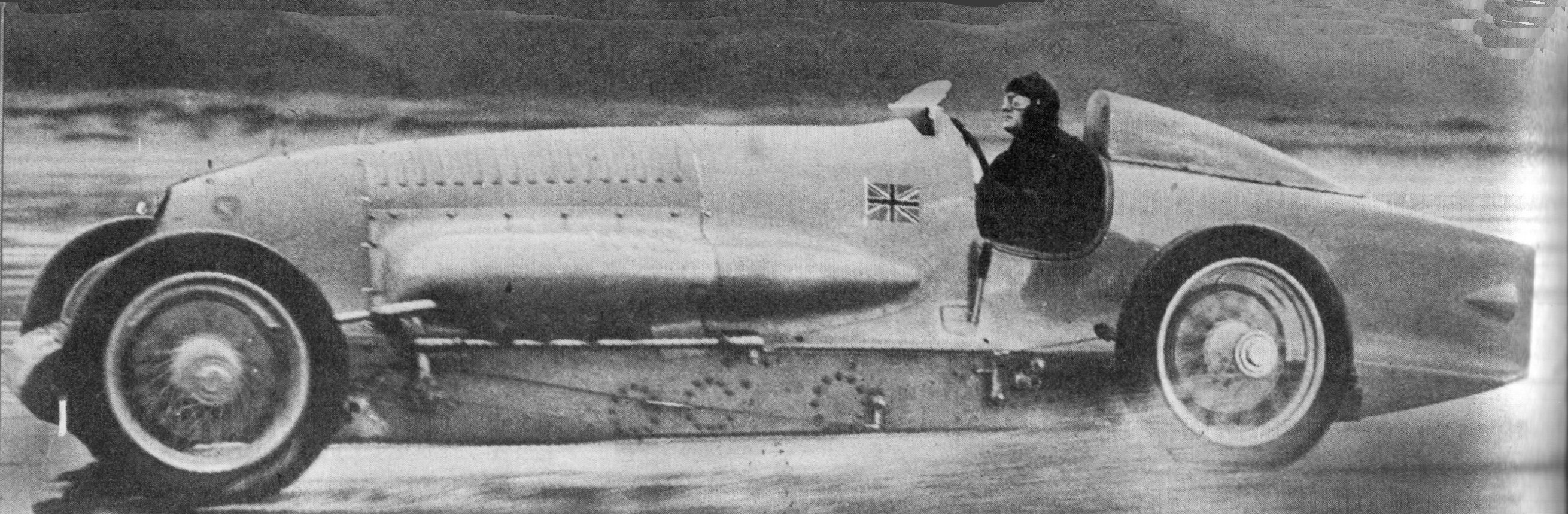
Campbell bij zijn recordpoging van januari 1927 op Pendine Sands

In 1923 kocht Campbell de 18 liter V12 Sunbeam 350 pk auto met vliegtuigmotor waarmee Kenelm Lee Guinness in 1922 het wereldsnelheidsrecord ter land op 133,75 mph (215,25 km/h) had gebracht. In juni 1923 organiseerde de Deense automobielclub internationale snelheidswedstrijden op het strand van Fanø. Op 23 juni deed Campbell een poging het record te verbreken. Hij reed een gemiddelde van 137,72 mph (221,64 km/h) in beide richtingen over 1 km, en in één richting zelfs 146,4 mph (235,61 km/h), maar de sportcommissie keurde de tijdwaarnemingsapparatuur af, waardoor het record ongeldig werd. In de winter werd de auto naar Boulton & Paul in Norwich gebracht voor windtunneltests en een nieuwe carrosserie. Bij hoge snelheid trok de auto naar één kant, en de hoop was dat een nieuwe stroomlijnvorm dit zou verbeteren. Er werd een langere "staart" aan de auto gemaakt. Deze werd blauw gespoten en werd de eerste "Blue Bird". Deze wagen bevindt zich nu in het National Motor Museum in Beaulieu. In juni 1924 deed Campbell op het strand van Saltburn een nieuwe poging, waarbij hij in de eerste run 142,2 mph (228,85 km/h) haalde en in de tweede run 143,39 mph (230,76 km/h). Helaas gooide de tijdwaarneming weer roet in het eten. De eerste run moest met de hand geklokt worden omdat de apparatuur weigerde. Campbell kreeg een nieuwe kans in Fanø in Augustus, maar wilde dat de tijdwaarnemingsapparatuur verbeterd én van tevoren goedgekeurd zou worden. Daarom werd de officiële apparatuur van de Royal Automobile Club geleend. Er kwam veel publiek op de recordpoging af, dat naar de mening van Campbell veel te dicht op de baan stond. Zijn protest vond echter geen gehoor bij de organisatie. Tijdens de eerste run begon de auto te slippen en beide achterbanden liepen van de velgen. Campbell wist veilig te stoppen en de banden werden vervangen. Tijdens de tweede run begon de auto richting het publiek te trekken en de achterkant brak opnieuw uit. Toen de auto in een slip raakte liep een voorband van de velg. Campbell wist de auto over de finish te sturen, maar de losse voorband vloog het publiek in en doodde een jongetje. Daarop werd de recordpoging beëindigd. Campbell nam de auto mee naar Pendine Sands (Zuid-Wales). Op 25 september 1924 reed hij hier eindelijk zijn nieuwe record van 146,16 mph (235,22 km/h). Op 1 juli 1925 verbeterde hij het record tot 150,78 mph (242,66 km/h). Dit record hield echter nog geen jaar stand: Henry Segrave verbeterde het op 16 maart 1926 met een andere Sunbeam, de "Tiger", die juist een tamelijk kleine (3,980cc) motor had, maar zijn winst haalde uit de lichte constructie. In de jaren die volgden zouden Campbell en Segrave een harde strijd voeren om het Wereldsnelheidsrecord op land, tot aan Segrave's dood in 1930. Aanvankelijk deed ook John Godfrey Parry-Thomas met zijn beroemde "Babs" aan deze strijd mee, maar hij verongelukte in 1927. In de periode van 1924 tot 1935 verbrak Campbell negen snelheidsrecords op het land, waarvan drie op de eerder genoemde Pendine Sands en vijf op Daytona Beach.
Op 3 september 1935 verbeterde Campbell zijn snelheidsrecord voor het laatst. Op de Bonneville-zoutvlakte in Utah bereikte hij bij twee pogingen een gemiddelde snelheid van 301.337 mph (484.955 km/h). Campbell was hiermee de eerste persoon ter wereld die in een auto sneller dan 300 mph reed.
Campbell verlegde nu zijn interesse naar raceboten. Hij ontwikkelde en testte Blue Bird op Tilgate Lake in Crawley. Hij haalde drie keer een wereldsnelheidsrecord op water. Zijn hoogste snelheid was 228 km/h in de Bluebird K4. Hij zette het record op 19 augustus 1939 op Coniston Water in Engeland.

### Dood
Campbell stierf op 63-jarige leeftijd na een reeks beroertes in 1948 in Reigate, Surrey. Hij was een van de weinige snelheidsrecordhouders op land die stierven aan natuurlijke oorzaken, aangezien velen stierven bij ongelukken tijdens races. Zijn deelname aan verschillende soorten races met verschillende soorten voertuigen maakten hem internationaal bekend.